# Голосій Севастян Олексійович
Севастян Олексійович Голосій — український селянин, громадський діяч. Учасник Першого куреня, створеного М. Міхновським (Харків, поч. ХХ ст.).
Власник будинку в с. Основі Харківського повіту (1910—1912), яке тепер є частиною Харкова. Один з організаторів концерту, присвяченого пам'яті Миколи Лисенка, що відбувся 15 лютого 1913 р. в Харкові, його розпорядником був Міхновський. Один з учасників делегації за участі Міхновського, яка 28 жовтня 1918 року відвідала гетьмана Павла Скоропадського.